# Destiny (마츠하시 미키의 노래)
〈destiny〉(데스티니, 일본어: ディスティニー)는 마츠하시 미키의  두 번째 싱글로 2001년 6월 16일에 기자 스튜디오에서 발매됐다.

## 수록곡
| #  | 제목                                      | 작사          | 작곡            | 편곡 | 재생 시간 |
| -- | ----------------------------------------- | ------------- | --------------- | ---- | --------- |
| 1. | 〈destiny〉                               | 마코시 사토미 | 마시마 카즈노부 |      |           |
| 2. | 〈go out of one's way〉                   | 마츠하시 미키 | 카네코 나미     |      |           |
| 3. | 〈destiny〉 (A Rainbow In Curved Air Mix) |               |                 |      |           |
| 4. | 〈destiny〉 (Instrumental)                |               |                 |      |           |

## 미디어에서의 사용
destiny
- 요미우리 TV 닛폰 TV계 애니메이션 《명탐정 코난》 아홉 번째 여는 곡

| TV 애니메이션 《명탐정 코난》 여는 곡 2001년 4월 23일 (231화) ~ 2001년 11월 19일 (258화) |                           |                                       |
| 이전 곡: 아이우치 리나 〈사랑은 스릴, 쇼크, 서스펜스〉                                   | 마츠하시 미키 〈destiny〉 | 다음 곡: 쿠라키 마이 〈Winter Bells〉 |